# Simone Borchardt
Simone Borchardt (* 11. September 1967 in Schkeuditz) ist eine deutsche Politikerin (CDU). Sie ist seit 2021 Mitglied des Deutschen Bundestags und seit Mai 2025 gesundheitspolitische Sprecherin der CDU/CDU-Fraktion im Deutschen Bundestag. 

## Leben und Beruf
Borchardt besuchte von 1974 bis 1984 eine Polytechnische Oberschule in Delitzsch und absolvierte im Anschluss von 1984 bis 1987 eine Berufsausbildung mit Abitur zum Elektromonteur. Sie studierte von 1987 bis 1992 an der Pädagogischen Hochschule Leipzig  Lehramt für Sekundarstufe I und schloss mit dem I. Staatsexamen ab. Zudem absolvierte sie von 2001 bis 2003 eine Weiterbildung zur Krankenkassen-Betriebswirtin sowie zwischen 2018 und 2020 an der Hochschule Wismar ein Master-Fernstudium in Gesundheitsmanagement.
Nach Abschluss ihres ersten Studiums war sie ab 1992 in verschiedenen Funktionen bei der Barmer Ersatzkasse tätig. Von Januar 2012 bis April 2017 war sie Regionalgeschäftsführerin der Barmer in Schwerin, nachdem sie zuvor bereits seit 2007 die Stellvertretung dieser Position innehatte. Nach kurzzeitiger Tätigkeit für die Barmer in Rostock war sie ab September 2018 Referentin für Gesundheitspolitik in der Landesvertretung der Barmer in Hamburg. Im Juni 2019 wechselte sie zum Internationalen Bund und wurde dort Geschäftsbereichsleiterin Pflege sowie Beauftragte der Geschäftsführung für die PWG gGmbH.
Simone Borchardt ist geschieden und hat zwei Kinder. Sie wohnt in der Gemeinde Warnow (bei Grevesmühlen). Sie ist evangelisch-lutherischer Konfession.

## Politische Laufbahn

### Partei und Ämter
Seit 2013 ist Borchardt Mitglied der CDU und seit 2021 Kreisvorsitzende der Frauen-Union Nordwestmecklenburg sowie Mitglied der Mittelstands- und Wirtschaftsunion.
2016 trat sie für die Partei bei der Oberbürgermeisterwahl in Schwerin an, bei der sie 18,2 Prozent der Stimmen erhielt und den dritten Platz belegte.  Bei der Landratswahl in Mecklenburg-Vorpommern 2025 bewarb sie sich um das Amt der Landrätin im Landkreis Ludwigslust-Parchim und landete auf Rang 3.

### Bundestag
Bei der Bundestagswahl 2021 trat Simone Borchardt im Bundestagswahlkreis Ludwigslust-Parchim II – Nordwestmecklenburg II – Landkreis Rostock I an und wurde dort mit 18,2 Prozent der Erststimmen Zweite. Sie zog über die Landesliste, auf der sie auf Platz 3 stand, in den 20. Deutschen Bundestag ein. Dort war sie Mitglied des Petitionsausschusses und des Gesundheitsausschusses.
Auch bei der Bundestagswahl 2025 verpasste sie mit 20,4 Prozent der Erststimmen als Dritte im Wahlkreis das Direktmandat, zog aber über die Landesliste ihrer Partei in den 21. Deutschen Bundestag ein. Dort gehört sie weiter dem Gesundheitsausschuss an und wurde erstmals zur Vorsitzenden der Arbeitsgruppe Gesundheit der CDU/CSU-Bundestagsfraktion gewählt.

## Politische Positionen
Im April 2023 stimmte sie als eine von zwei Abgeordneten der Unionsfraktion für den Antrag der AfD-Bundestagsfraktion auf Einsetzung eines Untersuchungsausschusses zur Bekämpfung des Corona-Virus.